# Meall Buidhe (bergstopp)
Meall Buidhe är en bergstopp i Storbritannien.   Den ligger i kommunen Highland och riksdelen Skottland, i den nordvästra delen av landet, 700 km nordväst om huvudstaden London. Toppen på Meall Buidhe är 947 meter över havet, eller 494 meter över den omgivande terrängen. Bredden vid basen är 10,5 km. Meall Buidhe ingår i Druim Chòsaidh.
Terrängen runt Meall Buidhe är huvudsakligen kuperad.Runt Meall Buidhe är det mycket glesbefolkat, med 2 invånare per kvadratkilometer. Närmaste större samhälle är Mallaig, 17,5 km väster om Meall Buidhe. Trakten runt Meall Buidhe består i huvudsak av gräsmarker.